# Departamento de General López
Departamento de General López är en kommun i Argentina.   Den ligger i provinsen Santa Fe, i den centrala delen av landet, 300 km väster om huvudstaden Buenos Aires.
Trakten runt Departamento de General López består till största delen av jordbruksmark. Runt Departamento de General López är det glesbefolkat, med 16 invånare per kvadratkilometer.